# I Am Alive
I Am Alive ist ein postapokalyptisches Action-Adventure mit Survival-Elementen, das von Ubisoft Shanghai entwickelt und von Ubisoft veröffentlicht wurde. Das Spiel wurde ursprünglich für die Plattformen PlayStation 3 und Xbox 360 im Jahr 2012 veröffentlicht und später für Windows („PC“) portiert.

## Handlung
I Am Alive spielt in einer fiktiven Stadt namens Haventon, die von einer verheerenden Katastrophe heimgesucht wurde. Der Spieler schlüpft in die Rolle eines namenlosen Protagonisten, der nach dem Ereignis in die Stadt zurückkehrt, um nach seiner verschollenen Frau und Tochter zu suchen. In einer von Chaos und Verzweiflung geprägten Umgebung muss der Spieler Ressourcen sammeln, Gefahren überwinden und Entscheidungen treffen, um in der feindseligen Umgebung zu überleben und seine Familie zu finden.

## Spielprinzip
I Am Alive ist ein Third-Person-Action-Adventure mit Survival-Elementen. Der Spieler navigiert durch die postapokalyptische Stadt Haventon, klettert über Trümmer, bewältigt Hindernisse und kämpft gegen feindliche Überlebende, die sich um begrenzte Ressourcen streiten.
Das Spiel betont die Bedeutung von Ressourcenmanagement und taktischem Vorgehen. Der Spieler muss seine begrenzte Anzahl an Munition, Medikamenten und anderen Hilfsmitteln sorgfältig verwalten und entscheiden, wie er sie am besten einsetzt. Auch die zwischenmenschlichen Beziehungen spielen eine Rolle, da der Spieler Entscheidungen treffen muss, die das Vertrauen oder Misstrauen der anderen Überlebenden beeinflussen können.

## Entwicklung
Die Entwicklung von I Am Alive begann 2008 bei Ubisoft Shanghai und wurde vom französischen Designer Stanislas Mettra geleitet. Das Spiel wurde ursprünglich als Vollpreistitel geplant, aber aufgrund von Entwicklungsschwierigkeiten wurde es in ein digitales Spiel mit kleinerem Umfang umgewandelt.

## Rezeption
I Am Alive erhielt gemischte bis positive Bewertungen von Kritikern. Das Spiel wurde für seine einzigartige Atmosphäre, die postapokalyptische Welt und das Überlebensgefühl gelobt. Kritik wurde an der Steuerung und der technischen Umsetzung geäußert, insbesondere in Bezug auf die Grafik und das Kampfsystem.